# اردنه‌چاغان (سوخ‌باتور)
شهرستان اِردِنه‌چاغان (به زبان مغولی: Эрдэнэцагаан сум، [Erdenecagaan sum]؛ ᠡᠷᠳᠡᠨᠢ ᠴᠠᠭᠠᠨ ᠰᠤᠮᠤ، [erdeni čaɣan sumu]) یک شهرستان (سُوم) در مغولستان است که در استان سوخ‌باتور واقع شده‌است. اِردِنه‌چاغان ۱۶٬۵۱۷ کیلومتر مربع مساحت دارد.

## تقسیمات اداری
شهرستان اِردِنه‌چاغان متشکل از ۸ قصبه (باغ) می‌باشد، شامل:
- آلتان‌اوبو (مغولی: Алтан-Овоо баг، [Altan-Ovoo bag]؛ ᠠᠯᠲᠠᠨ ᠣᠪᠤᠭ᠎ᠠ ᠪᠠᠭ، [altan obuɣ-a baɣ])
- بادراخ (مغولی: Бадрах баг، [Badrax bag]؛ ᠪᠠᠳᠠᠷᠠᠬᠤ ᠪᠠᠭ، [badaraqu baɣ])
- بیلوت (مغولی: Билүүт баг، [Bilüüt bag]؛ ᠪᠢᠯᠡᠭᠦᠦᠲᠦ ᠪᠠᠭ، [bilegüütu baɣ])
- جارغالانت (مغولی: Жаргалант баг، [Žargalant bag]؛ ᠵᠢᠷᠭᠠᠯᠠᠩᠲᠤ ᠪᠠᠭ، [jirɣalaŋtu baɣ])
- چاغان‌اوبو (مغولی: Цагаан-Овоо баг، [Cagaan-Ovoo bag]؛ ᠴᠠᠭᠠᠨ ᠣᠪᠤᠭ᠎ᠠ ᠪᠠᠭ، [čaɣan obuɣ-a baɣ])
- خادین‌بلاغ (مغولی: Хадын булаг баг، [Xadyn bulag bag]؛ ᠬᠠᠳ ᠤᠨ ᠪᠤᠯᠠᠭ  ᠪᠠᠭ، [qad-un bulaɣ baɣ])
- خودلون‌خایلاست (مغولی: Хөдлөн хайлааст баг، [Xödlön xajlaast bag]؛ ᠬᠥᠳᠡᠯᠦᠩ ᠬᠠᠶᠢᠯᠠᠰᠤᠲᠤ ᠪᠠᠭ، [ködelüŋ qayilasutu baɣ])
- خونغور (مغولی: Хонгор баг، [Xongor bag]؛ ᠬᠣᠩᠭᠣᠷ ᠪᠠᠭ، [qoŋɣor baɣ])